# Звёзды на крыльях
«Звёзды на крыльях» — советский художественный фильм 1955 года, снятый режиссёром Исааком Шмаруком на киностудии им. А. Довженко.

## Сюжет
Фильм о курсантах Военно-морского авиационного училища, расположенного на берегу моря. Будущий лётчик, талантливый курсант Николай Коренюк, сын рыбака, при выполнении учебного задания нарушает лётную дисциплину. Инструктор прощает ему этот проступок, но Николай снова грубо нарушает свои обязанности, пикируя при очередном учебном полёте на рыболовецкое судно, напугав рыбаков и чудом не причинив ему вреда. Чтобы спасти товарища от неминуемого отчисления из училища за повторный проступок, вину берёт на себя курсант Букреев. «Позорный поступок» Букреева осуждают как руководство, так и комсомольцы-курсанты. Совесть за своё малодушие мучает Николая Коренюка, долгий путь осознания своей вины перед товарищами приводит к решению признаться во всём, ценой отказа от своей мечты — летать…

## В ролях
- Лев Фричинский — курсант Владимир Букреев
- Юрий Боголюбов — курсант Николай Коренюк
- Вячеслав Тихонов — Олекса Лавринец, комсорг, курсант
- Александр Антонов — отец Коренюка, старый рыбак
- Валентина Куценко — Надежда, сестра Н. Коренюка
- Константин Барташевич — генерал Назаров, начальник училища
- Александр Холодков — капитан Похитун, инструктор
- Юрий Тимошенко — старшина Клочко
- Алексей Алексеев — Сергей Павлович, замполит
- Степан Шкурат — рыбак
- Нонна Мордюкова — рыбачка
- Караман Мгеладзе — курсант-грузин
- Кирилл Лавров — курсант
- Клавдия Хабарова — эпизод
- Лариса Кронберг — Галя
- Любовь Комарецкая — мама Гали

## Производство
- Директор картины: Семен Бабанов[2]

## Прокат
- Фильм посмотрели 25,5 млн зрителей[3]